# Associazione Sportiva Gubbio 1910
Associazione Sportiva Gubbio 1910 é um clube italiano de futebol, da cidade de Gubbio, na província de Perúgia (Úmbria).
Fundado em 1910, manda seus jogos no Stadio Pietro Barbetti, com capacidade de 4.939 lugares. Suas cores são azul-escuro e vermelho.

## Uniformes
- Uniforme titular: Camisa metade vermelha e metade azul-escuro, calção azul-escuro e meias azuis com a parte superior em vermelho;
- Uniforme reserva: Camisa branca com uma faixa vertical dividida em vermelho e azul, calção branco e meias brancas.